# Shishan Shuiku
Shishan Shuiku (kinesiska: 狮山水库) är en reservoar i Kina. Den ligger i provinsen Guangdong, i den södra delen av landet, omkring 140 kilometer sydväst om provinshuvudstaden Guangzhou. Shishan Shuiku ligger 37 meter över havet. Arean är 2,9 kvadratkilometer. I omgivningarna runt Shishan Shuiku växer i huvudsak städsegrön lövskog. Den sträcker sig 3,2 kilometer i nord-sydlig riktning, och 2,3 kilometer i öst-västlig riktning.
Genomsnittlig årsnederbörd är 2 628 millimeter. Den regnigaste månaden är juni, med i genomsnitt 391 mm nederbörd, och den torraste är januari, med 29 mm nederbörd.